# Eddie Alvarez
Edward "Eddie" Alvarez (født 11. januar 1984 i Philadelphia, Pennsylvania i USA), er en amerikansk MMA-udøver som siden 2014 har konkurreret i organisationen Ultimate Fighting Championship hvor han mellem juli 2016 og november 2016 var organisationens mester i letvægt. Alvarez er også tidligere mester i Bellator MMA.
Han har bemærkelsesværdige sejre over de tidligere verdensmestre Pat Curran, Michael Chandler, Shinya Aoki, Gilbert Melendez, Justin Gaethje, Anthony Pettis og Rafael dos Anjos.

## Ultimate Fighting Championship
Den 19. august, 2014, offentliggjorde UFC at de havde skrevet kontrakt med Alvarez. Han fik sin debut mod fanfavoriten og den erfarne topudfordrer Donald Cerrone i en af hovedkampene på UFC 178 den 27. september, 2014. Selvom han tog imod adskillige slag i clinchen med Alvarez i 1. omgang, kom Cerrone bedre med efter en langsom start og endte med at kontrollere resten af kampen legspark, der til sidst sårede Alvarez. Alvarez tabte kampen via enstemmig afgørelse.
Alvarez skulle have mødt Benson Henderson den 18., 2015 på UFC Fight Night 59. Men Alvarez meldte afbud og blev erstattet af Donald Cerrone.
Alvarez mødte Gilbert Melendez den 13. juni, 2015 på UFC 188. Alvarez vandt kampen via split decision.
Alvarez mødteAnthony Pettis den 17. januar, 2016 på UFC Fight Night: Dillashaw vs. Cruz. Selvom han var en stærk underdog var Alvarez i stand til at presse og kontrollere Pettis. Alvarez vandt igen via split decision.

### UFC-mester
I sin 4. UFC kamp mødte Alvarez Rafael dos Anjos den 7. juli, 2016 i hovedkampen på UFC Fight Night: dos Anjos vs. Alvarez om UFC-letvægts-titlen. Selvom han var en 3-1 underdog fandt Alvarez tidligt i kampen sin rækkevide og rystede dos Anjos med en højre hånd halvvejs inde i 1. omgang. Han overfaldt herefter dos Anjos og landede en byge af ubesvarede slag før kampen blev stoppet via TKO. Sejren gav også Alvarez sin første Performance of the Night-bonus award.
Alvarez havde sit første titelforsvar mod UFC-fjervægts-mesteren Conor McGregor den 12. november, 2016 på UFC 205 i Madison Square Garden i New York City. Det var en historisk begivenhed for UFC da det var deres første stævne i New York siden statens længevarende bandlysning af MMA. Han tabte kampen via TKO i 2. omgang, efter være blevet udbokset i 1..

## Privatliv
Alvarez er af Puerto Ricansk og Irsk afstamning.
Alvarez brugte sin velønnede indtjenning til at flytte familien til Kensington og ind i Northeast Philadelphia efter hans første søn, Eddie Jr. blev født
Alvarez optrådte 2 gange i tv-programmet Bully Beatdown på MTV, hvor han knockoutede begge sine modstandere.